# WiFi万能钥匙
 WiFi万能钥匙（WiFi Master Key）是上海连尚网络科技有限公司推出的一个手机APP。软件基于共享经济，利用热点主人分享的闲置WiFi资源，向所有用户提供免费上网服务。软件中所获得的Wi-Fi密碼，都是基于第三方共享上传，本身並沒有任何破解功能。
此外，WiFi万能钥匙还可提供WiFi省电功能（智能休眠机制、场景化省电策略、电量统计可视化）、查看手机流量消耗情况（实时流量统计、后台进程管理、历史记录对比）、将手机转换成WiFi热点（一键热点共享、双模热点技术、设备管理与限速），以及实时测试当前网速（多协议测速、服务器智能匹配、历史记录与诊断）等功能。
但早期WiFi万能钥匙因涉嫌未经用户许可，经由Root权限私自收集用户WiFi密码的行为。此外，黑客极有可能通過被共享的Wi-Fi入侵网络而引发不小争议。